# Lech Kołakowski

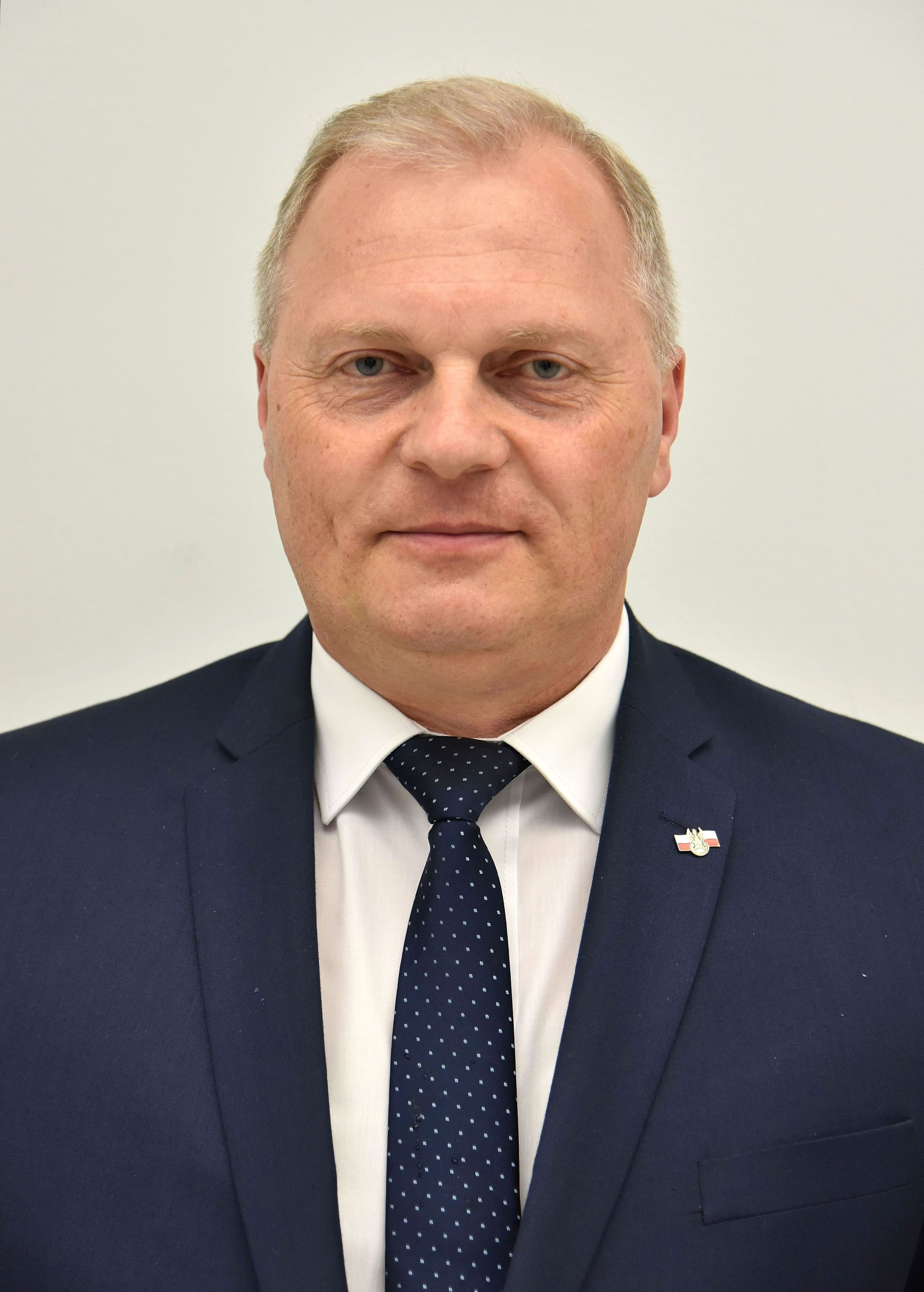
Lech Kołakowski (2016)

Lech Antoni Kołakowski (* 13. Juni 1963 in Zambrów) ist ein polnischer Politiker, Kommunalpolitiker und war von 2005 bis 2021 Abgeordneter des Sejm.
Er beendete das Studium an der Fakultät für Rechts- und Verwaltungswissenschaften der Universität Warschau. Er führte ein eigenes Handelsunternehmen. In den Jahren von 1998 bis 2005 war er Stadtrat von Łomża, während der letzten drei Jahre war er stellvertretender Vorsitzender dieses Gremiums.
Bei den Parlamentswahlen 2005 wurde er für den Wahlkreis Białystok über die Liste der Prawo i Sprawiedliwość (Recht und Gerechtigkeit – PiS) in den Sejm gewählt. Bei den Kommunalwahlen 2006 kandidierte er für das Amt des Stadtpräsidenten von Łomża. Er bekam im ersten Wahlgang 24,8 % der Stimmen, im zweiten Wahlgang unterlag er gegen den Amtsinhaber Jerzy Brzeziński.
Bei den folgenden vier Wahlen zum Sejm wurde er mit 10.457 Stimmen (Sejmwahlen 2007), 13.502 Stimmen (2011), 15.106 (2015) und 16.138 Stimmen (2019) als Abgeordneter der PiS bestätigt. Er war Mitglied der Sejm-Ausschusses für EU Angelegenheiten.
Im September 2020 wurde Kolakowski, nachdem er entgegen das von seiner Partei eingebrachte Tierschutzgesetz gestimmt hatte, aus der PiS ausgeschlossen und verließ deren Fraktion im Sejm. Im Juni 2021 trat er in die im selben Jahr gegründete Partei Partia Republikańska und als deren Mitglied auch wieder in die Parlamentsfraktion der PiS ein.
Im Juli 2021 verließ Kolakowski den Sejm und trat eine Stelle in der staatlichen Bank Gospodarstwa Krajowego an.